# Missões diplomáticas do Gabão

Missões diplomáticas do Gabão.

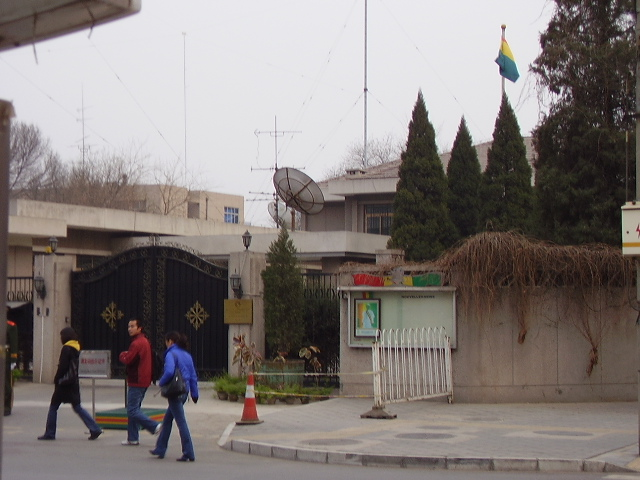
Embaixada do Gabão em Pequim, China.

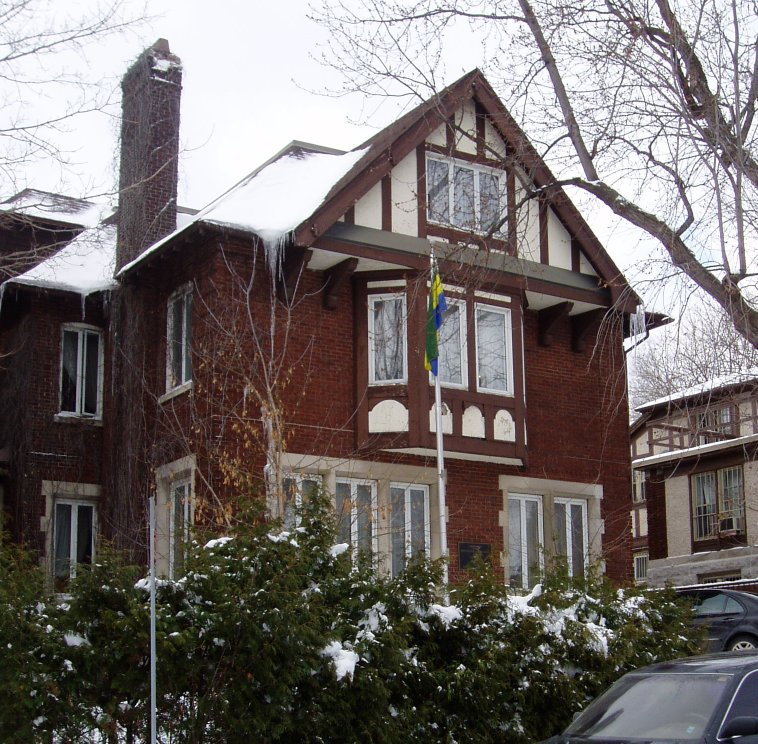
Embaixada do Gabão em Ottawa, Canadá

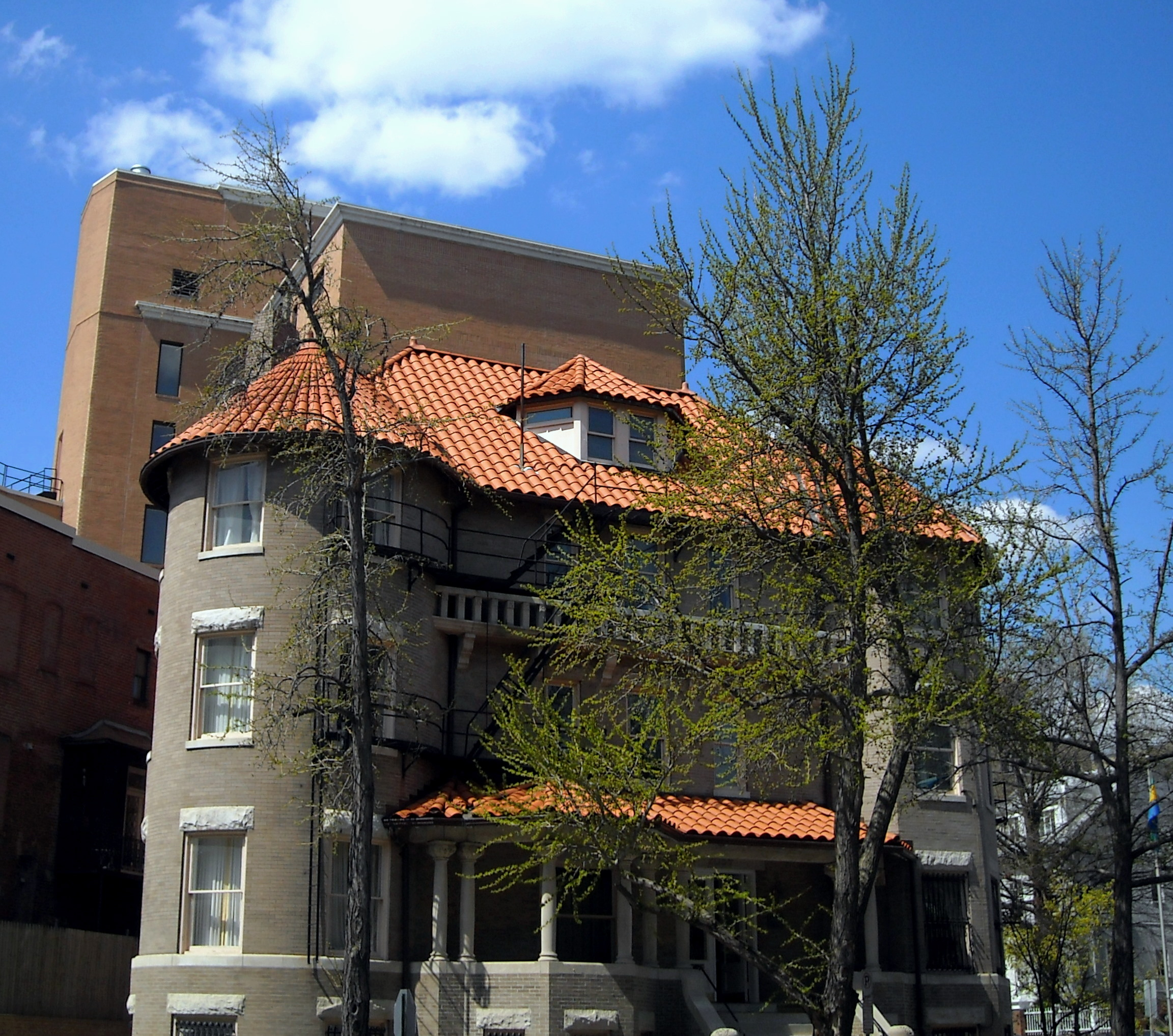
Embaixada do Gabão em Washington, D.C., EUA.

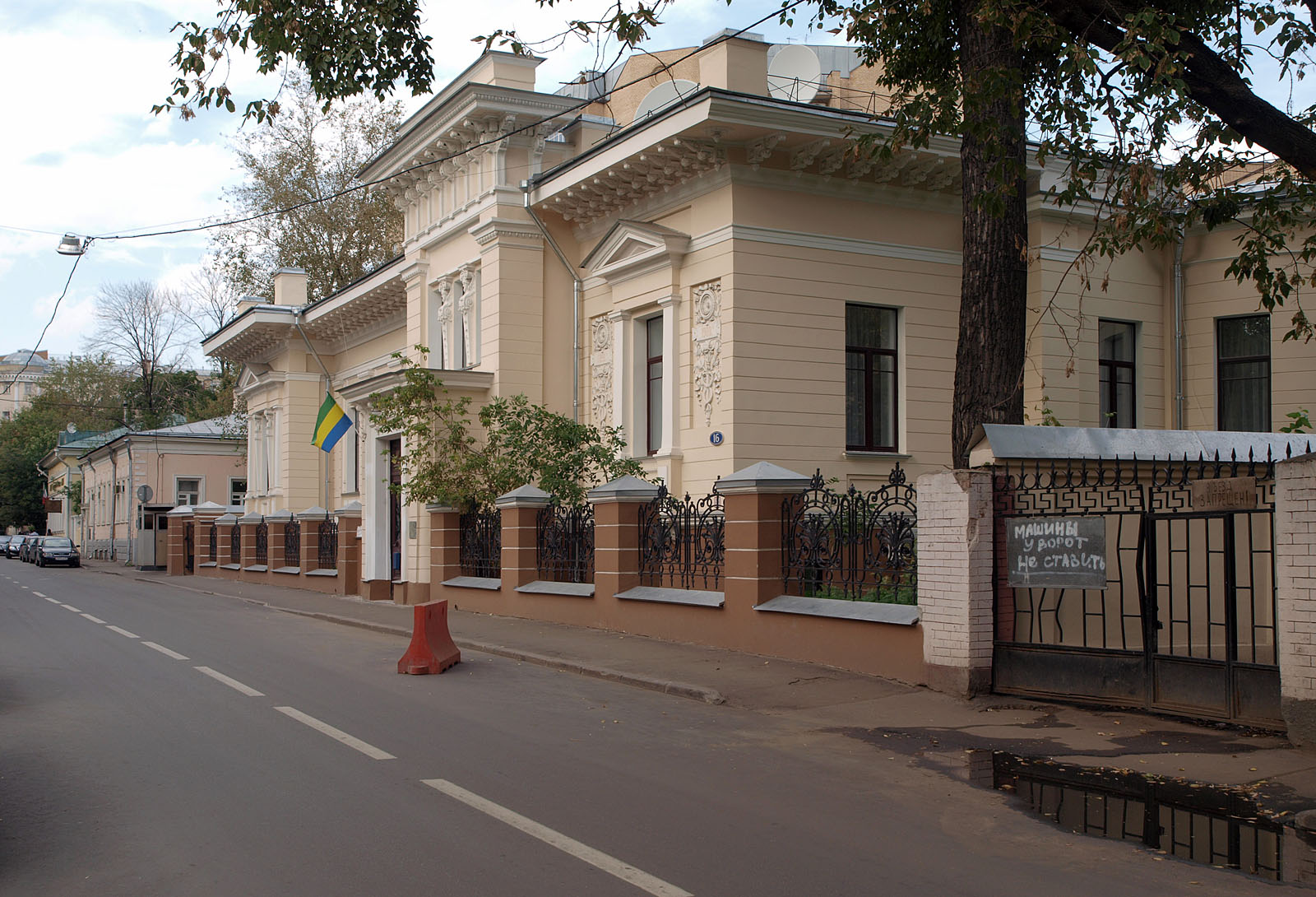
Embaixada do Gabão em Moscou, Rússia.

Abaixo estão listadas as embaixadas e consulados do Gabão:

## Europa
- Alemanha
  - Berlim (Embaixada)
- Bélgica
  - Bruxelas (Embaixada)
- Espanha
  - Madrid (Embaixada)
- França
  - Paris (Embaixada)
- Itália
  - Roma (Embaixada)
- Rússia
  - Moscou (Embaixada)
- Reino Unido
  - Londres (Embaixada)

## América
- Brasil
  - Brasília (Embaixada)
- Canadá
  - Ottawa (Embaixada)
- Estados Unidos
  - Washington, D.C. (Embaixada)

## Ásia
- Arábia Saudita
  - Riad (Embaixada)
- China
  - Pequim (Embaixada)
- Coreia do Sul
  - Seul (Embaixada)
- Índia
  - Nova Délhi (Embaixada)
- Irão
  - Teerã (Embaixada)
- Israel
  - Tel Aviv (Embaixada)
- Japão
  - Tóquio (Embaixada)

## África
- África do Sul
  - Pretória (Embaixada)
- Argélia
  - Argel (Embaixada)
- Angola
  - Luanda (Embaixada)
- Camarões
  - Yaoundé (Embaixada)
- República do Congo
  - Brazzaville (Embaixada)
- Costa do Marfim
  - Abidjã (Embaixada)
- Egito
  - Cairo (Embaixada)
- Guiné Equatorial
  - Malabo (Embaixada)
  - Bata (Consulado-geral)
- Etiópia
  - Adis-Abeba (Embaixada)
- Marrocos
  - Rabat (Embaixada)
- Nigéria
  - Abuja (Embaixada)
- República Democrática do Congo
  - Kinshasa (Embassy)
- São Tomé e Príncipe
  - São Tomé (São Tomé e Príncipe) (Embaixada)
- Senegal
  - Dakar (Embaixada)
- Togo
  - Lomé (Embaixada)

## Organizações multilaterais
- Adis-Abeba (Missão permanente do Gabão ante a União Africana)
- Bruxelas (Missão permanente do Gabão ante a União Europeia)
- Genebra (Missão permanente do Gabão ante as Nações Unidas e organizações internacionais)
- Nova Iorque (Missão permanente do Gabão ante as Nações Unidas)
- Paris (Missão permanente do Gabão ante a UNESCO)